# Somatina accraria
Somatina accraria là một loài bướm đêm trong họ Geometridae.